# Тральщики класу «Бангор»
Тральщики класу «Бангор» (англ. Bangor-class minesweeper) — клас військових кораблів з 59 тральщиків трьох підкласів «Бангор», «Блайт» та «Андроссан», що випускалися британськими, канадськими та гонконзькими суднобудівельними компаніями з 1940 по 1944 роки. Тральщики цього класу перебували на озброєнні протимінних сил Королівських військово-морських флотів Великої Британії, Канади, ВМС Британської Індії, Імперського флоту Японії і найактивнішим чином залучалися до бойових дій Другої світової війни.

## Тральщики класу «Бангор»

### Тральщики з дизельним двигуном

#### Військово-морські сили Великої Британії
| № | Корабель      | Виготовлювач                          | Номер вимпелу | На честь    | Закладено       | Спущено        | У строю           | Статус |
| - | ------------- | ------------------------------------- | ------------- | ----------- | --------------- | -------------- | ----------------- | --- |
| 1 | «Бангор»      | Harland and Wolff, Говань             | J00           | Бангор      | 19 вересня 1939 | 23 травня 1940 | 7 листопада 1940  | У 1945 році виведений зі складу флоту; 1946 році проданий до Королівських ВМС Норвегії, як «Glomma»; 1961 році розібраний на брухт |
| 2 | «Блекпул»     | Harland and Wolff, Говань             | J27           | Блекпул     | 19 вересня 1940 | 4 липня 1940   | 3 лютого 1941     | У 1945 році виведений зі складу флоту; 1946 році проданий до Королівських ВМС Норвегії, як «Tarna»; 1961 році розібраний на брухт  |
| 3 | «Брідлінгтон» | William Denny and Brothers, Дамбартон | J65           | Брідлінгтон | 11 вересня 1939 | 29 лютого 1940 | 28 вересня 1940   | У 1946 році переданий до Королівських ПС; 6 травня 1958 року проданий на брухт                                                     |
| 4 | «Брідпорт»    | William Denny and Brothers, Дамбартон | J50           | Брідпорт    | 11 вересня 1939 | 25 лютого 1940 | 28 листопада 1940 | У 1946 році проданий на брухт |

#### Військово-морські сили Канади
| №  | Корабель      | Виготовлювач                      | Номер вимпелу | На честь    | Закладено       | Спущено        | У строю           | Статус |
| -- | ------------- | --------------------------------- | ------------- | ----------- | --------------- | -------------- | ----------------- | --- |
| 1  | «Броквіл»     | Marine Industries Limited, Сорель | J270          | Броквіл     | 9 грудня 1940   | 20 червня 1941 | 19 вересня 1942   | 28 серпня 1945 році переданий до Канадської королівської кінної поліції, як патрульний корабель «MacLeod»; 1951 році повернутий Канадському флоту і в 1958 році виведений зі складу сил; 1961 році розібраний на брухт |
| 2  | «Дігбі»       | Davie Shipbuilding, Лозон         | J267          | Дігбі       | 20 березня 1941 | 5 червня 1942  | 26 липня 1942     | 31 липня 1945 році переданий до Канадської королівської кінної поліції, як патрульний корабель «Perry»; 1953 році повернутий Канадському флоту і в 1958 році виведений зі складу сил                                   |
| 3  | «Ескуаймолт»  | Marine Industries Limited, Сорель | J272          | Ескуаймолт  | 20 грудня 1940  | 8 серпня 1941  | 20 жовтня 1942    | 16 квітня 1945 року потоплений німецьким підводним човном U-190 поблизу Чебукто-Хед, Канада |
| 4  | «Гранбі»      | Davie Shipbuilding, Лозон         | J264          | Гранбі      | 17 грудня 1940  | 6 вересня 1941 | 2 травня 1942     | 31 липня 1945 року переданий до Канадської королівської кінної поліції, як патрульний корабель «Col. White»; 1953 році повернутий Канадському флоту і в 1966 році проданий на брухт                                    |
| 5  | «Лачін»       | Davie Shipbuilding, Лозон         | J266          | Лачін       | 27 грудня 1940  | 14 червня 1941 | 20 червня 1942    | 31 липня 1945 року передавався до Канадської королівської кінної поліції, як патрульний корабель «Starnes»; 1952 році проданий на брухт                                                                                |
| 6  | «Мелвілл»     | Davie Shipbuilding, Лозон         | J263          | Мелвілл     | 17 грудня 1940  | 6 липня 1941   | 4 грудня 1941     | 18 серпня 1945 року переданий до Канадської королівської кінної поліції, як патрульний корабель «Cygnus»; 1961 році проданий на брухт                                                                                  |
| 7  | «Норанда»     | Davie Shipbuilding, Лозон         | J265          | Норанда     | 27 грудня 1940  | 13 червня 1941 | 15 травня 1942    | 28 серпня 1945 року переданий до Канадської королівської кінної поліції, як патрульний корабель «Irvine»; 1962 році проданий та перетворений на яхту «Міранда». 1972 році розібраний на брухт                          |
| 8  | «Стратфорд»   | Davie Shipbuilding, Лозон         | J310          | Стратфорд   | 29 жовтня 1941  | 14 лютого 1942 | 29 серпня 1942    | 1 квітня 1946 року виведений зі складу флоту; 1947 році проданий на брухт |
| 9  | «Транскона»   | Marine Industries Limited, Сорель | J271          | Транскона   | 18 грудня 1940  | 26 квітня 1941 | 25 листопада 1942 | 31 липня 1945 року переданий до Канадської королівської кінної поліції, як патрульний корабель «French»; 1961 році розібраний на брухт                                                                                 |
| 10 | «Труа-Рів'єр» | Davie Shipbuilding, Лозон         | J269          | Труа-Рів'єр | 9 грудня 1940   | 30 червня 1941 | 8 грудня 1942     | 31 липня 1945 року переданий до Канадської королівської кінної поліції, як патрульний корабель «MacBrien»; 1959 році розібраний на брухт                                                                               |
| 11 | «Труро»       | Davie Shipbuilding, Лозон         | J268          | Труро       | 20 березня 1941 | 5 червня 1942  | 27 серпня 1942    | 31 липня 1945 року переданий до Канадської королівської кінної поліції, як патрульний корабель «Herchmer»; 1964 році розібраний на брухт                                                                               |

### Тральщики з паровою турбіною

#### Військово-морські сили Великої Британії
| №  | Корабель      | Виготовлювач                              | Номер вимпелу | На честь      | Закладено         | Спущено          | У строю           | Статус                                                                                                  |
| -- | ------------- | ----------------------------------------- | ------------- | ------------- | ----------------- | ---------------- | ----------------- | --- |
| 1  | «Бангор»      | Blyth Shipbuilding Company, Блайт         | J131          | Ардроссан     | 6 вересня 1940    | 22 липня 1941    | 21 травня 1942    | 1 січня 1948 року проданий на брухт та 28 серпня 1948 року розібраний у Торнабі-он-Тіз                  |
| 2  | «Біумаріс»    | Ailsa Shipbuilding Company, Трун          | J07           | Біумаріс      | 31 грудня 1939    | 31 жовтня 1940   | 28 серпня 1941    | 1 січня 1948 року проданий на брухт і розібраний у Мілфорд Гейвен                                       |
| 3  | «Бутл»        | Ailsa Shipbuilding Company, Трун          | J143          | Бутл          | 31 серпня 1940    | 23 жовтня 1941   | 3 квітня 1942     | 1 січня 1948 року проданий на брухт і розібраний у Чарлстауні                                           |
| 4  | «Бостон»      | Ailsa Shipbuilding Company, Трун          | J14           | Бостон        | 27 листопада 1939 | 30 грудня 1940   | 26 січня 1942     | 1 січня 1948 року проданий на брухт і розібраний у Чарлстауні                                           |
| 5  | «Бріксам»     | Blyth Shipbuilding Company, Блайт         | J105          | Бріксам       | 6 листопада 1940  | 21 жовтня 1941   | 12 серпня 1942    | 7 липня 1948 року розібраний на брухт у Данстоні                                                        |
| 6  | «Клактон»     | Ailsa Shipbuilding Company, Трун          | J151          | Клактон-он-Сі | 12 листопада 1940 | 19 грудня 1941   | 4 червня 1942     | 31 грудня 1943 року підірвався на міні та затонув східніше Корсики                                      |
| 7  | «Кромарті»    | Blyth Shipbuilding Company, Блайт         | J09           | Кромарті      | 12 червня 1940    | 24 лютого 1941   | 13 грудня 1941    | 23 жовтня 1943 року підірвався на міні та затонув у протоці Боніфачо                                    |
| 8  | «Дорнох»      | Ailsa Shipbuilding Company, Трун          | J173          | Дорнох        | 13 січня 1941     | 4 лютого 1942    | 22 липня 1942     | 1 січня 1948 року проданий на брухт і розібраний у Торнабі-он-Тіз                                       |
| 9  | «Данбар»      | Blyth Shipbuilding Company, Блайт         | J53           | Данбар        | 21 червня 1940    | 5 червня 1941    | 3 березня 1942    | 1 січня 1948 року проданий на брухт і розібраний у Саутгемптоні                                         |
| 10 | «Грінок»      | Blyth Shipbuilding Company, Блайт         | J182          | Грінок        | 28 липня 1941     | 11 травня 1942   | 28 жовтня 1942    | Відразу переданий до складу Королівського індійського флоту і перейменований на HMIS Baluchistan (J182) |
| 11 | «Гартлпул»    | Blyth Shipbuilding Company, Блайт         | J155          | Гартлпул      | 28 жовтня 1941    | 14 липня 1942    | 23 грудня 1942    | Відразу переданий до складу Королівського індійського флоту і перейменований на HMIS Kathiawar (J155)   |
| 12 | «Гарідж»      | William Hamilton and Company, Порт-Глазго | J190          | Гарідж        | 10 грудня 1940    | 17 лютого 1942   | 12 серпня 1942    | Відразу переданий до складу Королівського індійського флоту і перейменований на HMIS Khyber (J190)      |
| 13 | «Гайт»        | Ailsa Shipbuilding Company, Трун          | J194          | Гайт          | 20 липня 1940     | 4 вересня 1941   | 5 березня 1942    | 11 жовтня 1943 року потоплений торпедами німецького підводного човна U-371 поблизу Бугія, Алжир         |
| 14 | «Ілфрекум»    | William Hamilton and Company, Порт-Глазго | J95           | Ілфрекум      | 11 жовтня 1939    | 29 січня 1941    | 20 серпня 1941    | 1 січня 1948 року розібраний на брухт у Данстоні                                                        |
| 15 | «Лландидно»   | William Hamilton and Company, Порт-Глазго | J67           | Лландидно     | 20 жовтня 1939    | 8 листопада 1941 | 29 березня 1942   | 1947 році перетворений на комерційне судно Rorvik, 1952 році розібраний на брухт                        |
| 16 | «Лайм-Реджис» | Lobnitz & Co., Ренфрю                     | J193          | Лайм-Реджис   | 9 вересня 1941    | 19 березня 1942  | 5 червня 1942     | 24 серпня 1948 року розібраний на брухт у Сандерленді                                                   |
| 17 | «Мідлсбро»    | William Hamilton and Company, Порт-Глазго | J164          | Мідлсбро      | 12 грудня 1940    | 2 травня 1942    | 30 листопада 1942 | Відразу переданий до складу Королівського індійського флоту і перейменований на HMIS Kumaon (J164)      |
| 18 | «Ньюгейвен»   | William Hamilton and Company, Порт-Глазго | J199          | Ньюгейвен     | 28 березня 1941   | 29 липня 1942    | 27 жовтня 1942    | Відразу переданий до складу Королівського індійського флоту і перейменований на HMIS Carnatic (J199)    |
| 19 | «Падстоу»     | William Hamilton and Company, Порт-Глазго | J180          | Падстоу       | 29 серпня 1941    | 29 жовтня 1942   | 5 лютого 1943     | Відразу переданий до складу Королівського індійського флоту і перейменований на HMIS Rohilkhand (J180)  |
| 20 | «Полруан»     | Ailsa Shipbuilding Company, Трун          | J97           | Полруан       | 6 листопада 1939  | 18 липня 1940    | 9 травня 1941     | У червні 1950 року розібраний на брухт у Сандерленді                                                    |
| 21 | «Пул»         | Alexander Stephen and Sons, Говань        | J147          | Пул           | 25 липня 1940     | 25 червня 1941   | 8 листопада 1941  | 1 січня 1948 року проданий на брухт, розібраний у Пембрук-Док                                           |
| 22 | «Ротсей»      | William Hamilton and Company, Порт-Глазго | J19           | Ротсей        | 29 вересня 1939   | 18 березня 1941  | 3 липня 1941      | 19 квітня 1950 року проданий на брухт, розібраний у Мілфорд-Гейвен                                      |
| 23 | «Рай»         | Ailsa Shipbuilding Company, Трун          | J76           | Рай           | 27 листопада 1939 | 18 серпня 1940   | 20 листопада 1941 | 24 серпня 1948 року проданий на брухт, розібраний у Парфліті                                            |
| 24 | «Тенбі»       | William Hamilton and Company, Порт-Глазго | J34           | Тенбі         | 29 вересня 1939   | 10 вересня 1940  | 8 грудня 1941     | 1 січня 1948 року розібраний на брухт у Данстоні                                                        |
| 25 | «Вайтгейвен»  | Philip and Son, Дартмут                   | J121          | Вайтгейвен    | 24 липня 1940     | 29 травня 1941   | 14 листопада 1941 | 14 серпня 1948 року розібраний на брухт у Брітон-Феррі                                                  |
| 26 | «Вертінг»     | Philip and Son, Дартмут                   | J72           | Вертінг       | 15 листопада 1940 | 22 серпня 1941   | 20 березня 1942   | 7 липня 1948 року розібраний на брухт у Данстоні                                                        |

#### Військово-морські сили Британської Індії
| № | Корабель      | Виготовлювач                              | Номер вимпелу | На честь    | Закладено       | Спущено        | У строю           | Статус                                                                                       |
| - | ------------- | ----------------------------------------- | ------------- | ----------- | --------------- | -------------- | ----------------- | -------------------------------------------------------------------------------------------- |
| 1 | «Белуджистан» | Blyth Shipbuilding Company, Блайт         | J182          | Белуджистан | 28 липня 1941   | 11 травня 1942 | 28 жовтня 1942    | 1947 році проданий до складу Пакистанських ВМС; 22 січня 1959 року розібраний на брухт       |
| 2 | «Карнатік»    | William Hamilton and Company, Порт-Глазго | J199          | Карнатік    | 28 березня 1941 | 29 липня 1942  | 27 жовтня 1942    | 1949 році розібраний на брухт                                                                |
| 3 | «Катхіавар»   | Blyth Shipbuilding Company, Блайт         | J155          | Катхіавар   | 28 жовтня 1941  | 14 липня 1942  | 23 грудня 1942    | 1947 році проданий до складу Пакистанських ВМС, як Chittagong; 1956 році розібраний на брухт |
| 4 | «Хайбер»      | William Hamilton and Company, Порт-Глазго | J190          | Хайбер      | 10 грудня 1940  | 17 лютого 1942 | 12 серпня 1942    | 1949 році розібраний на брухт                                                                |
| 5 | «Кумаон»      | William Hamilton and Company, Порт-Глазго | J164          | Кумаон      | 12 грудня 1940  | 2 травня 1942  | 30 листопада 1942 | 1949 році розібраний на брухт                                                                |
| 6 | «Рохілкганд»  | William Hamilton and Company, Порт-Глазго | J180          | Рохілкганд  | 29 серпня 1941  | 29 жовтня 1942 | 5 лютого 1943     | 1961 році розібраний на брухт                                                                |

### Тральщики з поршневими двигунами внутрішнього згоряння

#### Військово-морські сили Великої Британії
| №  | Корабель      | Виготовлювач                                | Номер вимпелу | На честь    | Закладено         | Спущено           | У строю           | Статус |
| -- | ------------- | ------------------------------------------- | ------------- | ----------- | ----------------- | ----------------- | ----------------- | --- |
| 1  | «Бейфілд»     | North Vancouver Ship Repairs, Норт-Ванкувер | J08           | Бейфілд     | 30 грудня 1940    | 26 травня 1941    | 26 лютого 1942    | відразу переданий до складу Королівського канадського флоту, де перейменований на HMCS Bayfield (J08) |
| 2  | «Блайт»       | Blyth Shipbuilding Company, Блайт           | J15           | Блайт       | 11 січня 1940     | 2 вересня 1940    | 17 червня 1941    | 25 травня 1948 року проданий комерційному флоту, став Radbourne, пізніше розібраний на брухт |
| 3  | «Б'юд»        | Lobnitz & Co., Ренфрю                       | J116          | Б'юд        | 2 квітня 1940     | 4 вересня 1940    | 12 лютого 1941    | 1946 році проданий до Єгипту, як Nasr |
| 4  | «Кансо»       | North Vancouver Ship Repairs, Норт-Ванкувер | J21           | Кансо       | 30 грудня 1940    | 2 червня 1941     | 5 березня 1942    | відразу переданий до складу Королівського канадського флоту, де перейменований на HMCS Canso (J21) |
| 5  | «Клайдбанк»   | Lobnitz & Co., Ренфрю                       | J200          | Клайдбанк   | 15 травня 1941    | 20 листопада 1941 | 14 березня 1942   | відразу переданий до складу Королівського індійського флоту і перейменований на HMIS Orissa (J200) |
| 6  | «Каракет»     | North Vancouver Ship Repairs, Норт-Ванкувер | J38           | Каракет     | 31 січня 1941     | 2 червня 1941     | 2 квітня 1942     | відразу переданий до складу Королівського канадського флоту, де перейменований на HMCS Caraquet (J38); 1946 році проданий до складу Португальських ВМС, як NRP Almirante Lacerda (A525). 1975 році проданий на брухт |
| 7  | «Кроумер»     | Lobnitz & Co., Ренфрю                       | J38           | Кроумер     | 16 травня 1940    | 7 жовтня 1940     | 4 квітня 1941     | 9 листопада 1942 року підірвався на міні та затонув неподалік від Мерса-Матрух |
| 8  | «Істборн»     | Lobnitz & Co., Ренфрю                       | J127          | Істборн     | 29 червня 1940    | 5 листопада 1940  | 26 травня 1941    | 28 серпня 1948 року проданий на брухт, розібраний ну Данстоні |
| 9  | «Філікстоу»   | Lobnitz & Co., Ренфрю                       | J126          | Філікстоу   | 8 серпня 1940     | 15 січня 1941     | 11 липня 1941     | 18 грудня 1948 року підірвався на міні та затонув поблизу мису Капо-Ферро, Сардинія |
| 10 | «Форт Йорк»   | Dufferin Shipbuilding, Торонто              | J119          | Форт Йорк   | 26 лютого 1941    | 24 серпня 1941    | 27 лютого 1942    | 26 вересня 1950 року проданий Португалії, як NRP Comandante Almeida Carvalho (A527), 1964 році перейменований на NRP Cacheu (F470) |
| 11 | «Фрейзербург» | Lobnitz & Co., Ренфрю                       | J124          | Фрейзербург | 8 серпня 1940     | 12 травня 1941    | 23 вересня 1941   | 1 січня 1948 року проданий на брухт |
| 12 | «Гайсборо»    | North Vancouver Ship Repairs, Норт-Ванкувер | J52           | Гайсборо    | 28 травня 1941    | 21 липня 1941     | 22 квітня 1942    | відразу переданий до складу Королівського канадського флоту, де перейменований на HMCS Guysborough (J52) |
| 13 | «Інгоніш»     | North Vancouver Ship Repairs, Норт-Ванкувер | J69           | Інгоніш     | 6 червня 1941     | 30 липня 1941     | 8 травня 1942     | відразу переданий до складу Королівського канадського флоту, де перейменований на HMCS Ingonish (J69); 2 липня 1945 року повернутий до Королівського флоту Великої Британії. 1 січня 1948 року проданий на брухт |
| 14 | «Лантан»      | Hong Kong and Whampoa Dock, Гонконг         | J208          | Лантан      | 22 липня 1941     |                   |                   | закладений як HMS Beaulieu (J208), у вересні 1941 року перейменований на HMS Lantan (J208). Захоплений на верфі японцями після окупації Гонконгу. У 1942 році будівництво завершено японською владою, став Gyosei Maru, 1943 році перейменований на Shima Maru |
| 15 | «Локепорт»    | North Vancouver Ship Repairs, Норт-Ванкувер | J100          | Локепорт    | 17 червня 1941    | 22 серпня 1941    | 27 травня 1942    | відразу переданий до складу Королівського канадського флоту, де перейменований на HMCS Lockeport (J100); 2 липня 1945 року повернутий до Королівського флоту Великої Британії. 1 січня 1948 року проданий на брухт |
| 16 | «Ліемун»      | Hong Kong and Whampoa Dock, Гонконг         | J209          | Ліемун      | 22 липня 1941     |                   |                   | закладений як HMS Looe (J209), у вересні 1941 року перейменований на HMS Lyemun (J209). Захоплений на верфі японцями після здобуття Гонконгу. У 1942 році будівництво завершено японською владою, став канонерським човном Імперського флоту Японії Nanyo. 23 грудня 1943 року потоплений американською авіацією у протоці Формоза під час авіанальоту                  |
| 17 | «Лайм-Реджис» | Lobnitz & Co., Ренфрю                       | J197          | Лайм-Реджис | 21 червня 1941    | 31 грудня 1941    | 30 квітня 1942    | відразу переданий до складу Королівського індійського флоту і перейменований на HMIS Rajputana (J197) |
| 18 | «Парсборо»    | Dufferin Shipbuilding, Торонто              | J117          | Парсборо    | 19 березня 1941   | 26 червня 1941    | 27 травня 1942    | 1 січня 1948 року проданий на брухт |
| 19 | «Пітергед»    | Blyth Shipbuilding Company, Блайт           | J59           | Пітергед    | 15 лютого 1940    | 31 жовтня 1940    | 11 вересня 1941   | 8 червня 1944 року підірвався на міні біля нормандського узбережжя; оголошений тотально зруйнованим, 1 січня 1948 року проданий на брухт |
| 20 | «Квалікум»    | Dufferin Shipbuilding, Торонто              | J138          | Квалікум    | 8 квітня 1941     | 3 вересня 1941    | 13 травня 1942    | 9 лютого 1948 року проданий на брухт |
| 21 | «Ріл»         | Lobnitz & Co., Ренфрю                       | J36           | Ріл         | 23 листопада 1939 | 21 червня 1940    | 9 листопада 1940  | 28 вересня 1948 року проданий на брухт та розібраний у Гейтсхеді |
| 22 | «Ромні»       | Lobnitz & Co., Ренфрю                       | J77           | Ромні       | 27 лютого 1940    | 3 серпня 1940     | 12 грудня 1940    | 18 січня 1950 року проданий на брухт та розібраний у Грантоні |
| 23 | «Сігам»       | Lobnitz & Co., Ренфрю                       | J123          | Сігам       | 15 жовтня 1940    | 16 червня 1941    | 19 грудня 1941    | 1946 році переданий до служби захисту риболовлі. 11 серпня 1947 року проданий Бірмі, як Chinthe. 1948 році підірвався на міні часів японської окупації |
| 24 | «Шіпіган»     | Dufferin Shipbuilding, Торонто              | J212          | Шіпіган     | 19 квітня 1941    | 12 серпня 1941    | 17 червня 1942    | 1 січня 1948 року проданий на брухт |
| 25 | «Сідмут»      | Henry Robb, Літ                             | J47           | Сідмут      | 11 червня 1940    | 15 березня 1941   | 4 серпня 1941     | 18 січня 1950 року проданий на брухт |
| 26 | «Сторновей»   | Henry Robb, Літ                             | J31           | Сторновей   | 17 липня 1940     | 10 червня 1941    | 17 листопада 1941 | 11 вересня 1946 року проданий Єгипту, як Matruh |
| 27 | «Тадуссак»    | Dufferin Shipbuilding, Торонто              | J220          | Тадуссак    | 17 квітня 1941    | 2 серпня 1941     | 28 березня 1942   | 18 жовтня 1946 року проданий, перероблений на торговельне судно |
| 28 | «Тайтам»      | Taikoo Dockyard, Гонконг                    | J210          | Тайтам      | 12 липня 1941     | 20 лютого 1943    |                   | закладений як HMS Portland (J210), у вересні 1941 року перейменований на HMS Taitam (J209). Захоплений на верфі японцями після здобуття Гонконгу, у 60 % ступені готовності. У лютому 1943 року добудований і з 10 квітня 1944 року введений до Імперського флоту Японії, як тральщик No. 101. 12 січня 1945 року потоплений американським літаком поблизу мису Падаран |
| 29 | «Тілбарі»     | Lobnitz & Co., Ренфрю                       | J210          | Тілбарі     | 15 серпня 1941    | 18 лютого 1942    | 12 червня 1942    | відразу переданий до складу Королівського індійського флоту і перейменований на HMIS Konkan (J228) |
| 30 | «Тілбарі»     | Taikoo Dockyard, Гонконг                    | J211          | Тілбарі     | 12 липня 1941     | 18 лютого 1942    | 28 вересня 1944   | закладений як HMS Seaford (J211), у вересні 1941 року перейменований на HMS Waglan (J211). Захоплений японцями та введений до Імперського флоту Японії, як тральщик No. 102. 20 листопада 1947 року повернутий до Королівського флоту. 31 березня 1948 року розібраний на брухт у Токіо                                                                                 |
| 31 | «Веджпорт»    | Dufferin Shipbuilding, Торонто              | J139          | Веджпорт    | 29 квітня 1941    | 2 серпня 1941     | 21 квітня 1942    | 11 вересня 1946 року проданий Єгипту, як Sollum. 7 квітня 1953 року затонув у сувору погоду біля Александрії |

#### Військово-морські сили Канади
| №  | Корабель        | Виготовлювач                                       | Номер вимпелу | На честь      | Закладено        | Спущено           | У строю           | Статус |
| -- | --------------- | -------------------------------------------------- | ------------- | ------------- | ---------------- | ----------------- | ----------------- | --- |
| 1  | «Бейфілд»       | North Vancouver Ship Repairs, Норт-Ванкувер        | J08           | Бейфілд       | 30 грудня 1940   | 26 травня 1941    | 26 лютого 1942    | У січні 1948 року розібраний на брухт |
| 2  | «Бельшас»       | Burrard Dry Dock, Норт-Ванкувер                    | J170          | Бельшас       | 16 квітня 1941   | 20 жовтня 1941    | 13 грудня 1941    | 23 жовтня 1945 року виведений зі складу ВМС, 1946 році розібраний на брухт |
| 3  | «Блермор»       | Port Arthur Shipbuilding Company, Порт-Артур       | J314          | Блермор       | 1 лютого 1942    | 14 травня 1942    | 17 листопада 1942 | 16 жовтня 1945 року виведений зі складу ВМС; 1958 році проданий Туреччині як Beycoz |
| 4  | «Берлінгтон»    | Dufferin Shipbuilding, Торонто                     | J250          | Берлінгтон    | 4 липня 1940     | 23 листопада 1941 | 6 вересня 1941    | 23 жовтня 1945 року виведений зі складу ВМС; 1946 році розібраний на брухт |
| 5  | «Кансо»         | North Vancouver Ship Repairs, Норт-Ванкувер        | J21           | Кансо         | 30 грудня 1940   | 2 червня 1941     | 5 березня 1942    | У січні 1948 року проданий на брухт |
| 6  | «Каракет»       | North Vancouver Ship Repairs, Норт-Ванкувер        | J38           | Каракет       | 31 січня 1941    | 2 червня 1941     | 2 квітня 1942     | 1946 році проданий до складу Португальських ВМС, як NRP Almirante Lacerda (A525). 1975 році проданий на брухт                                                                                   |
| 7  | «Чедабакто»     | Burrard Dry Dock, Норт-Ванкувер                    | J168          | Чедабакто     | 24 січня 1941    | 14 квітня 1941    | 27 вересня 1941   | 31 жовтня 1943 року затонув після зіткнення з кабельним судном Lord Kelvin на річці Святого Лаврентія                                                                                           |
| 8  | «Чікнекто»      | North Van Ship Repair, Норт-Ванкувер               | J160          | Чікнекто      | 9 листопада 1940 | 12 грудня 1940    | 31 жовтня 1941    | 3 листопада 1945 року виведений зі складу ВМС; 1957 році розібраний на брухт |
| 9  | «Клейокуот»     | Prince Rupert Dry Dock and Shipyards, Принс-Руперт | J174          | Клейокуот     | 20 червня 1940   | 3 жовтня 1940     | 22 серпня 1941    | 24 грудня 1944 року торпедований німецьким ПЧ U-806 під час супроводу конвою XB 139 поблизу Галіфаксу                                                                                           |
| 10 | «Кортні»        | Prince Rupert Dry Dock and Shipyards, Принс-Руперт | J262          | Кортні        | 28 січня 1941    | 2 серпня 1941     | 21 березня 1942   | 5 листопада 1945 року проданий на брухт, 3 квітня 1946 року розібраний |
| 11 | «Коувічан»      | North Van Ship Repair, Норт-Ванкувер               | J146          | Коувічан      | 24 квітня 1940   | 8 вересня 1940    | 7 квітня 1941     | 10 вересня 1945 року проданий Греції; 1956 році розібраний на брухт |
| 12 | «Драммонвіль»   | Canadian Vickers, Монреаль                         | J253          | Драммонвіль   | 1 жовтня 1940    | 21 травня 1941    | 30 жовтня 1941    | 29 жовтня 1945 року виведений зі складу ВМС |
| 13 | «Форт Вільям»   | Port Arthur Shipbuilding Company, Порт-Артур       | J311          | Форт Вільям   | 18 серпня 1941   | 30 грудня 1941    | 25 серпня 1942    | 23 жовтня 1945 року проданий турецьким ВМС як Bodrum; проданий на брухт у 1971 році |
| 14 | «Ґананокве»     | Dufferin Shipbuilding, Торонто                     | J259          | Ґананокве     | 15 січня 1941    | 23 квітня 1941    | 8 листопада 1941  | 13 жовтня 1945 року виведений зі складу ВМС; 1949 році відновлений на службі під ім'ям J184; проданий на брухт у лютому 1959 року                                                               |
| 15 | «Джорджіан»     | Dufferin Shipbuilding, Торонто                     | J144          | Джорджіан     | 10 жовтня 1940   | 28 січня 1941     | 23 вересня 1941   | 23 жовтня 1945 року виведений зі складу ВМС; проданий на брухт у лютому 1959 року |
| 16 | «Ґодріч»        | Dufferin Shipbuilding, Торонто                     | J260          | Ґодріч        | 15 січня 1941    | 14 травня 1941    | 23 листопада 1941 | 6 листопада 1945 року виведений зі складу ВМС; 1949 році відновлений на службі під ім'ям J198; проданий на брухт у лютому 1959 року                                                             |
| 17 | «Гранмере»      | Canadian Vickers, Монреаль                         | J258          | Гранмере      | 2 червня 1941    | 21 серпня 1941    | 11 грудня 1941    | 23 жовтня 1945 року виведений зі складу ВМС і 1947 році проданий як торговельне судно Elda |
| 18 | «Гайсборо»      | North Van Ship Repair, Норт-Ванкувер               | J52           | Гайсборо      | 28 травня 1941   | 21 липня 1941     | 22 квітня 1942    | 17 березня 1945 року торпедований німецьким ПЧ U-868 у Біскайській затоці |
| 19 | «Інгоніш»       | North Van Ship Repair, Норт-Ванкувер               | J69           | Інгоніш       | 6 червня 1941    | 30 липня 1941     | 5 серпня 1942     | 2 липня 1945 року повернутий до Королівського флоту Великої Британії; 1948 році розібраний на брухт                                                                                             |
| 20 | «Келоуна»       | Prince Rupert Dry Dock and Shipyards, Принс-Руперт | J261          | Келоуна       | 27 грудня 1940   | 28 травня 1941    | 5 лютого 1942     | 22 жовтня 1945 року проданий як торговельне судно Condor; перепроданий у 1950 році як Hung Shin                                                                                                 |
| 21 | «Кенора»        | Port Arthur Shipbuilding Company, Порт-Артур       | J281          | Кенора        | 18 серпня 1941   | 20 грудня 1941    | 6 серпня 1942     | 6 жовтня 1945 року виведений зі складу флоту; 1949 році відновлений у строю ВМФ під назвою J191; 1957 році виведений вдруге та проданий Туреччині як Bandirma; 1972 році проданий на брухт      |
| 22 | «Кентвілл»      | Port Arthur Shipbuilding Company, Порт-Артур       | J312          | Кентвілл      | 15 грудня 1941   | 17 квітня 1942    | 10 жовтня 1942    | 28 жовтня 1945 року виведений зі складу флоту; 1949 році відновлений у строю ВМФ під назвою J182; 1957 році виведений вдруге та проданий Туреччині як Bartin; 1972 році проданий на брухт       |
| 23 | «Локепорт»      | North Vancouver Ship Repairs, Норт-Ванкувер        | J100          | Локепорт      | 17 червня 1941   | 22 серпня 1941    | 27 травня 1942    | 2 липня 1945 року повернутий британському флоту |
| 24 | «Магон»         | North Vancouver Ship Repairs, Норт-Ванкувер        | J159          | Магон         | 13 серпня 1940   | 14 листопада 1940 | 29 вересня 1941   | 6 листопада 1945 року виведений зі складу флоту; 1949 році відновлений у строю ВМФ під назвою J192; 1958 році виведений вдруге та проданий Туреччині як Beylerbeyi; 1972 році проданий на брухт |
| 25 | «Малпег»        | North Vancouver Ship Repairs, Норт-Ванкувер        | J148          | Малпег        | 24 квітня 1940   | 5 вересня 1940    | 8 квітня 1941     | 9 жовтня 1945 року виведений зі складу флоту; 1949 році відновлений у строю ВМФ під назвою J186, 1959 році проданий на брухт                                                                    |
| 26 | «Медисин-Гет»   | Canadian Vickers, Монреаль                         | J256          | Медисин-Гет   | 1 січня 1941     | 25 червня 1941    | 4 грудня 1941     | 6 листопада 1945 року виведений зі складу флоту; 1949 році відновлений у строю ВМФ під назвою J197; 1957 році виведений вдруге та проданий Туреччині як Biga; 1963 році проданий на брухт       |
| 27 | «Мілтаун»       | Port Arthur Shipbuilding Company, Порт-Артур       | J317          | Мілтаун       | 18 серпня 1941   | 27 січня 1942     | 18 вересня 1941   | 18 жовтня 1945 року виведений зі складу флоту; 1949 році відновлений у строю ВМФ під назвою J194; 1959 році проданий на брухт                                                                   |
| 28 | «Мінас»         | Burrard Dry Dock, Норт-Ванкувер                    | J165          | Мінас         | 18 жовтня 1940   | 22 січня 1941     | 2 серпня 1941     | 6 жовтня 1945 року виведений зі складу флоту; 1949 році відновлений у строю ВМФ під назвою J189; 1959 році розібраний на брухт                                                                  |
| 29 | «Мірамічі»      | Burrard Dry Dock, Норт-Ванкувер                    | J169          | Мірамічі      | 3 листопада 1940 | 2 вересня 1941    | 26 листопада 1941 | 24 жовтня 1945 року виведений зі складу флоту |
| 30 | «Малгрейв»      | Port Arthur Shipbuilding Company, Порт-Артур       | J313          | Малгрейв      | 15 грудня 1941   | 2 травня 1942     | 4 листопада 1942  | 8 жовтня 1944 року підірвався на міні в Ла-Манші поблизу Гавра під час тралення; не ремонтувався, 6 липня 1945 року списаний; у травні 1947 року розібраний на брухт                            |
| 31 | «Ніпігон»       | Dufferin Shipbuilding, Торонто                     | J154          | Ніпігон       | 4 липня 1940     | 1 жовтня 1940     | 8 листопада 1941  | 13 жовтня 1945 року виведений зі складу флоту; 1949 році відновлений у строю ВМФ під назвою J188; 1957 році виведений вдруге та проданий Туреччині як Bafra; 1972 році проданий на брухт        |
| 32 | «Отадж»         | North Vancouver Ship Repairs, Норт-Ванкувер        | J161          | Отадж         | 15 жовтня 1940   | 27 січня 1941     | 4 грудня 1941     | 24 листопада 1945 року виведений зі складу флоту, 1946 році проданий комерційному флоту |
| 33 | «Порт-Гоуп»     | Davie Shipbuilding, Лозон                          | J280          | Порт-Гоуп     | 9 вересня 1941   | 14 грудня 1941    | 30 липня 1942     | 13 жовтня 1945 року виведений зі складу флоту; 1949 році відновлений на флоті під назвою J183. У лютому 1959 року проданий на брухт                                                             |
| 34 | «Квотсіно»      | Prince Rupert Dry Dock and Shipyards, Принс-Руперт | J152          | Квотсіно      | 20 червня 1940   | 1 вересня 1941    | 3 листопада 1941  | 26 листопада 1945 року виведений зі складу флоту; 1945 році проданий до Китаю, як Chen Hsin |
| 35 | «Квінті»        | Burrard Dry Dock, Норт-Ванкувер                    | J166          | Квінті        | 14 грудня 1940   | 8 березня 1941    | 30 серпня 1941    | 25 жовтня 1945 року проданий на брухт, розібраний у серпні 1947 |
| 36 | «Ред-Дір»       | Canadian Vickers, Монреаль                         | J255          | Ред-Дір       | 1 січня 1941     | 5 жовтня 1941     | 24 листопада 1941 | 30 жовтня 1945 року виведений зі складу флоту; відновлений у 1949 року як J196, у лютому 1959 року проданий на брухт                                                                            |
| 37 | «Сарнія»        | Davie Shipbuilding, Лозон                          | J309          | Сарнія        | 18 вересня 1941  | 21 січня 1942     | 13 серпня 1942    | 18 жовтня 1945 року виведений зі складу флоту; відновлений у 1949 року як J190; 1957 році знову виведений та проданий Туреччині як Buyukdere, 1972 році проданий на брухт                       |
| 38 | «Стретфорд»     | Davie Shipbuilding, Лозон                          | J310          | Стретфорд     | 29 жовтня 1941   | 14 лютого 1942    | 29 серпня 1942    | 1 квітня 1946 року виведений зі складу флоту; 1947 році проданий на брухт |
| 39 | «Свіфт-Керрент» | Canadian Vickers, Монреаль                         | J254          | Свіфт-Керрент | 1 жовтня 1940    | 29 травня 1941    | 11 листопада 1941 | 23 жовтня 1945 року виведений зі складу флоту; 1949 році відновлений у строю ВМФ під назвою J185; 1957 році виведений вдруге та проданий Туреччині як Bozcaada; 1972 році проданий на брухт     |
| 40 | «Тандер»        | Canadian Vickers, Монреаль                         | J156          | Тандер        | 4 грудня 1940    | 19 березня 1941   | 14 жовтня 1941    | 4 жовтня 1945 року виведений зі складу флоту |
| 41 | «Унгава»        | North Vancouver Ship Repairs, Норт-Ванкувер        | J149          | Унгава        | 24 квітня 1940   | 9 жовтня 1940     | 9 травня 1941     | 3 квітня 1946 року виведений зі складу флоту |
| 42 | «Веґревіль»     | Canadian Vickers, Монреаль                         | J257          | Веґревіль     | 2 червня 1941    | 7 жовтня 1941     | 10 грудня 1941    | 6 червня 1945 року виведений зі складу флоту; 1947 році розібраний на брухт |
| 43 | «Восаґа»        | Burrard Dry Dock, Норт-Ванкувер                    | J162          | Восаґа-Біч    | 3 вересня 1940   | 23 січня 1941     | 30 червня 1941    | 6 жовтня 1945 року виведений зі складу флоту; 3 квітня 1946 року розібраний на брухт |
| 44 | «Вестмаунт»     | Davie Shipbuilding, Лозон                          | J318          | Вестмаунт     | 28 жовтня 1941   | 14 березня 1942   | 15 вересня 1942   | 13 жовтня 1945 року виведений зі складу флоту; 1949 році відновлений у строю ВМФ під назвою J187; 1957 році виведений вдруге та проданий Туреччині як Bornova; 1972 році проданий на брухт      |

#### Військово-морські сили Британської Індії
| № | Корабель     | Виготовлювач                                     | Номер вимпелу | На честь   | Закладено      | Спущено           | У строю         | Статус |
| - | ------------ | ------------------------------------------------ | ------------- | ---------- | -------------- | ----------------- | --------------- | --- |
| 1 | «Біхар»      | Garden Reach Shipbuilders & Engineers, Калькутта | J247          | Біхар      | 7 червня 1941  | 7 липня 1942      | 27 лютого 1944  | У 1949 році розібраний на брухт |
| 2 | «Декан»      | Garden Reach Shipbuilders & Engineers, Калькутта | J129          | Декан      | 3 травня 1943  | 24 квітня 1944    | 30 березня 1945 | У 1949 році проданий комерційному флоту Kennery                                                                                               |
| 3 | «Конкан»     | Lobnitz & Co., Ренфрю                            | J228          | Конкан     | 15 серпня 1941 | 18 лютого 1942    | 12 червня 1942  | Колишній тральщик HMS Tilbury (J228) переданий Індійському флоту до завершення будівництва; 1949 році проданий на брухт, 1963 році розібраний |
| 4 | «Малва»      | Garden Reach Shipbuilders & Engineers, Калькутта | J55           | Малава     | 3 травня 1943  | 21 червня 1944    | 1945            | У 1948 році переданий до ВМС Пакистану як Peshawar; 22 січня 1959 року проданий на брухт                                                      |
| 5 | «Орісса»     | Lobnitz & Co., Ренфрю                            | J200          | Орісса     | 15 травня 1941 | 20 листопада 1941 | 14 травня 1942  | Колишній тральщик HMS Clydebank (J200) переданий Індійському флоту до завершення будівництва; 1949 році розібраний на брухт                   |
| 6 | «Ауд»        | Garden Reach Shipbuilders & Engineers, Калькутта | J245          | Ауд        | 7 червня 1941  | 3 березня 1942    | 21 жовтня 1943  | У 1948 році переданий до ВМС Пакистану як Dacca; 22 січня 1959 року проданий на брухт                                                         |
| 7 | «Раджпутана» | Lobnitz & Co., Ренфрю                            | J197          | Раджпутана | 21 червня 1941 | 31 грудня 1941    | 30 квітня 1942  | Колишній тральщик HMS Lyme Regis (J197) переданий Індійському флоту до завершення будівництва; 1961 році розібраний на брухт                  |